# 瑞典的艾瑪莉亞
瑞典的艾瑪莉亞（瑞典語：Amalia av Sverige，1805年2月22日—1853年8月31日），瑞典國王古斯塔夫四世·阿道夫的次女。